# 1940 في فلسطين الانتدابية
أحداث عام 1940 في الانتداب البريطاني على فلسطين.

## أصحاب المناصب
- المفوضية السامية-السير هارولد ماكمايكل
- إمارة شرق الأردن-عبد الله بن الحسين
- رئيس وزراء شرق الأردن-توفيق أبو الهدى

## الأحداث

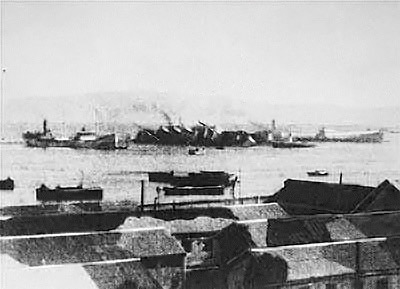
5 تشرين الثاني: غرق '" باتريا في ميناء حيفا

- 27 أبريل- أقيمت مباراة ودية لكرة القدم بين المنتخبين الوطنيين لفلسطين الانتدابية ولبنان في ملعب المكابيه في تل أبيب. فلسطين الانتدابية تفوز على لبنان 5-1.[1]
- حزيران/يونيو-تأسيس الجماعة الصهيونية الشفبه العسكرية السرية"ليحي" من قبل أبراهام شتيرن بهدف طرد البريطانيين قسرًا من فلسطين.
- 9 سبتمبر - القوات الجوية الإيطالية تقصف تل أبيب مما أدى إلى مقتل 137 شخصًا.[2]
- 25 تشرين الثاني (نوفمبر)-غرقت سفينة باتريا، وهي سفينة محيطية فرنسية الصنع، تحمل ما يقرب من 1800 لاجئ يهودي من أوروبا التي احتلها النازيون إلى فلسطين، في ميناء حيفا بعد انفجار قنبلة حملتها الهاجاناه سرًا على متنها؛ قتل 260 شخصًا وأصيب 172 آخرون.
- 12 كانون الأول (ديسمبر) - تحطمت السفينة سلفادور MV التي كانت تقل حوالي327 لاجئًا يهوديًا بلغاريًا من أوروبا التي احتلها النازيون إلى فلسطين، في عاصفة عنيفة في بحر مرمرة بالقرب من اسطنبول. غرق 204 راكبًا بينهم 66 طفلاً.

## الولادات البارزة
- 25 كانون الثاني (يناير)-وقع أفراهام لانير، طيار مقاتل إسرائيلي، وأرفع طيار في سلاح الجو الإسرائيلي في أيدي العدو (توفي عام 1973).
- 25 كانون الثاني (يناير)- جيورا ليشيم، شاعر وناشر إسرائيلي (توفي عام 2011).
- 26 شباط- عاموس كلونر، عالم آثار إسرائيلي (توفي عام 2019).
- 29 شباط/فبراير- المؤرخ الإسرائيلي أوري ميلشتاين.
- 12 آذار/مارس- إيتان هابر، صحفي إسرائيلي.
- 26 آذار/مارس- حاييم أورون، سياسي إسرائيلي.
- 1 نيسان- عاموس يارون جنرال إسرائيلي.
- 19 نيسان (أبريل)- ُ ارون إزراحي، المنظّر السياسي الإسرائيلي (توفي عام 2019).
- 1 مايو- إيلانا إيدن، ممثلة إسرائيلية
- 10 أيار- زيدان أتاشي، سياسي ودبلوماسي درزي إسرائيلي.
- 29 مايو- إليعازر شلومو شيك، الحاخام الإسرائيلي الحسيدى (توفي عام 2015)
- 6 حزيران/يونيو- آسا كاشير، فيلسوف ولغوي إسرائيلي.
- 17 تموز/يوليو- فيصل الحسيني، سياسي عربي فلسطيني وعضو بارز في منظمة التحرير الفلسطينية (توفي عام 2001).
- 1 آب/أغسطس - رام لويفي، مخرج التلفزيون الإسرائيلي وكاتب السيناريو.
- 4 أغسطس- إلياهو بن حاييم، حاخام إسرائيلي أمريكي، زعيم بارز للطائفة اليهودية السفاردية في مدينة نيويورك.
- 15 أغسطس- زئيف ريفاش، ممثل كوميدي، ممثل سينمائي، مخرج.
- 24 آب/أغسطس - يارون لندن، إعلامي إسرائيلي وصحفي وممثل وكاتب أغاني.
- 12 سبتمبر - جنرال إسرائيلي أمازيا تشن
- 3 أكتوبر - تمار غوجانسكي، سياسية إسرائيلية
- 18 تشرين الأول (أكتوبر) - عوزي إيفين، عالم وسياسي إسرائيلي، أول عضو مثلي في الكنيست.
- 20 تشرين الأول - افتتاح سبيكتور، طيار حربي إسرائيلي.
- 23 تشرين الأول- فؤاد طوال، رئيس أساقفة الروم الكاثوليك وبطريركية القدس للاتين منذ حزيران (يونيو) 2008.
- 24 تشرين الأول (أكتوبر): يوسي سريد سياسي إسرائيلي (توفي عام 2015)
- 24 تشرين الأول - دان شيلون، مذيع إذاعي إسرائيلي وصحفي ومقدم تلفزيوني وشخصية إعلامية.
- 18 تشرين الثاني (نوفمبر) - حاييم هراري، عالم الفيزياء النظرية الإسرائيلي. رئيس معهد وايزمان للعلوم.
- 24 كانون الأول (ديسمبر): شاؤول عمور، سياسي إسرائيلي (توفي عام 2004)
- التاريخ الكامل غير معروف
  - أمين الهندي، عربي فلسطيني، رئيس مخابرات السلطة الوطنية الفلسطينية (توفي 2010)
  - ليلى الشوا، فنانة عربية فلسطينية.
  - موتي أشكنازي، بطل الحرب الإسرائيلي في حرب يوم الغفران وزعيم الاحتجاج.

## وفيات ملحوظة

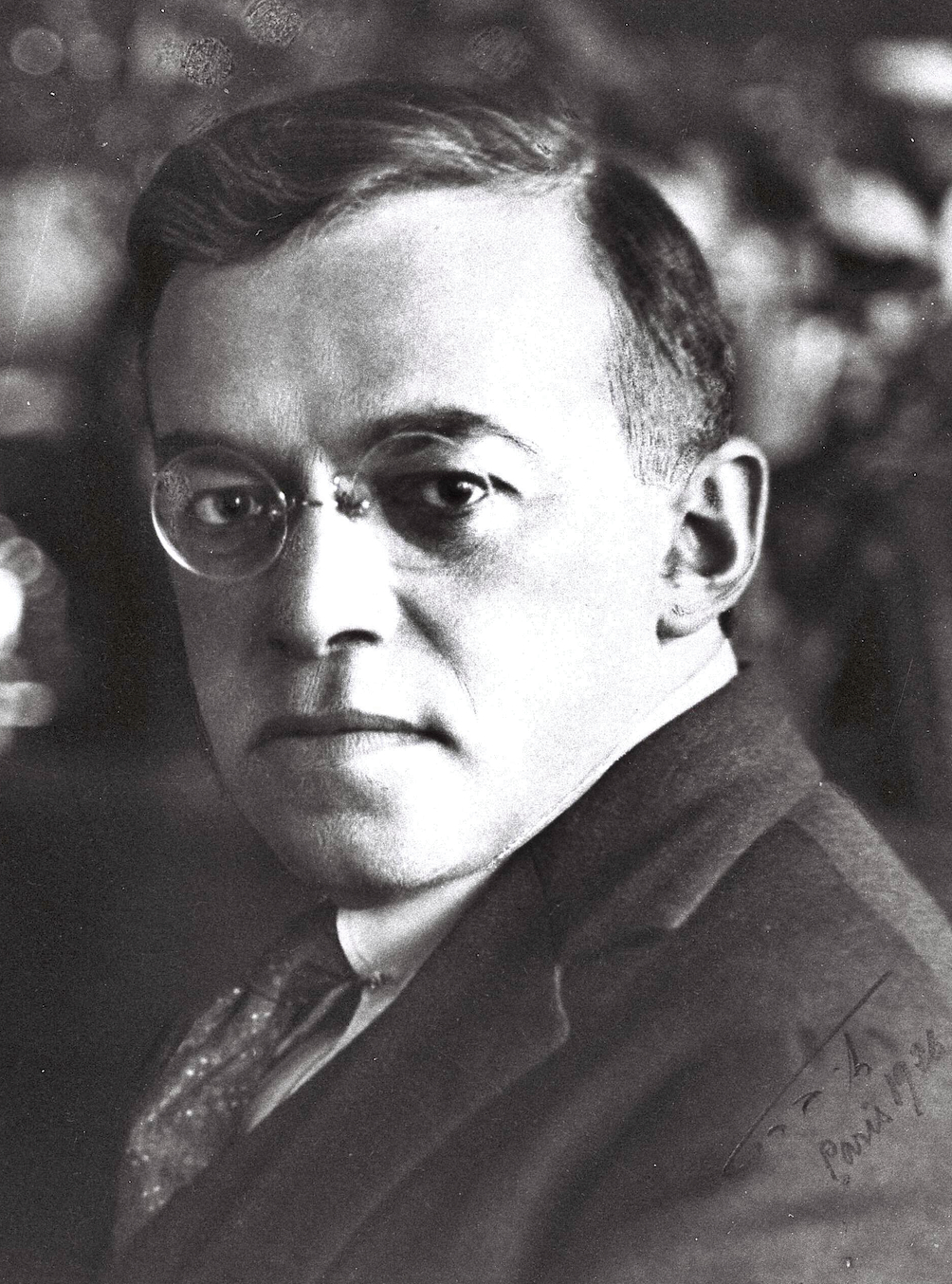
زئيف جابوتينسكي

- 4 أغسطس-تُوفي زئيف جابوتينسكي (مواليد 1880)، روسي (أوكرانيا)، زعيم صهيوني تصحيحي ومؤلف وخطيب وجندي ومؤسس منظمة الدفاع عن النفس اليهودية في أوديسا.
- 29 ديسمبر- تُوفي دوف هوز (مواليد 1894)، زعيم صهيوني روسي (بيلاروسيا)، وعضو مؤسس في الهاجاناه، ورائد في مجال الطيران.